# 松平健太
松平 健太（まつだいら けんた 、1991年4月11日 - ）は、日本の卓球選手、モデル、YouTuber。石川県七尾市出身。愛称は「マツケン」。右シェーク裏裏ドライブ型 。ITTF世界ランキング最高位はシングルス9位、ダブルス2位。段級位は7段。妻はタレントでフリーキャスターの玉木碧。青森山田高校を2010年に卒業し、早稲田大学に進学。
2022全日本シングルス2位。Tリーグは金沢ポート所属。

## 概歴
石川県七尾市にある卓球ショップ、松平スポーツを経営する父の元に三男として生まれる。故に誕生日プレゼントが卓球マシン。
2006年に世界ジュニア卓球選手権男子シングルスで優勝した。ジュニアながらも世界大会での日本人選手のシングルス優勝は27年ぶりの快挙であった。
2007年の世界選手権ザグレブ大会日本代表に選出され、世界選手権初出場を果たし当時世界ランキング20位前後だったチェコのエース、ピーター・コルベルに4-0で完勝した。しかし同年12月に三角線維軟骨複合体損傷により手術入院し、長期の離脱を余儀なくされた。
2008年の8月に行われた全国高等学校総合体育大会で復帰し、優勝を飾る。
2009年1月に行われた全日本卓球選手権大会で準優勝し同年の世界選手権横浜大会の代表に選出された。同大会では格上相手に勝利を重ね、北京オリンピック金メダリストで世界ランク2位の馬琳に敗れるもフルゲーム9-11と大健闘を見せてベスト16で大会を終えた。しかし、その後はDTTLや国際試合で思うように勝てなくなった。
2010年1月に行われた平成21年度全日本卓球選手権もシングルスは初戦で敗退するなど不振が続いた。この事について松平は「技術面ではなく、気持ちの問題ですね」と述べている。同年の世界選手権モスクワ大会にも出場し銅メダルを獲得したものの、松平だけは調子が戻らないままベンチでの起用がほとんどであった。同年7月に行われた荻村杯国際卓球選手権大会では、シングルスは早々と敗れたが丹羽孝希とペアを組んだダブルスで優勝した。同月に行われたアジア競技大会日本代表男子選考会では、決勝で丹羽に勝利し代表に内定した。
2013年5月に行われた世界選手権パリ大会では世界ランクトップクラスの馬琳、ブラディミル・サムソノフを連破する大躍進でベスト8に進出した。

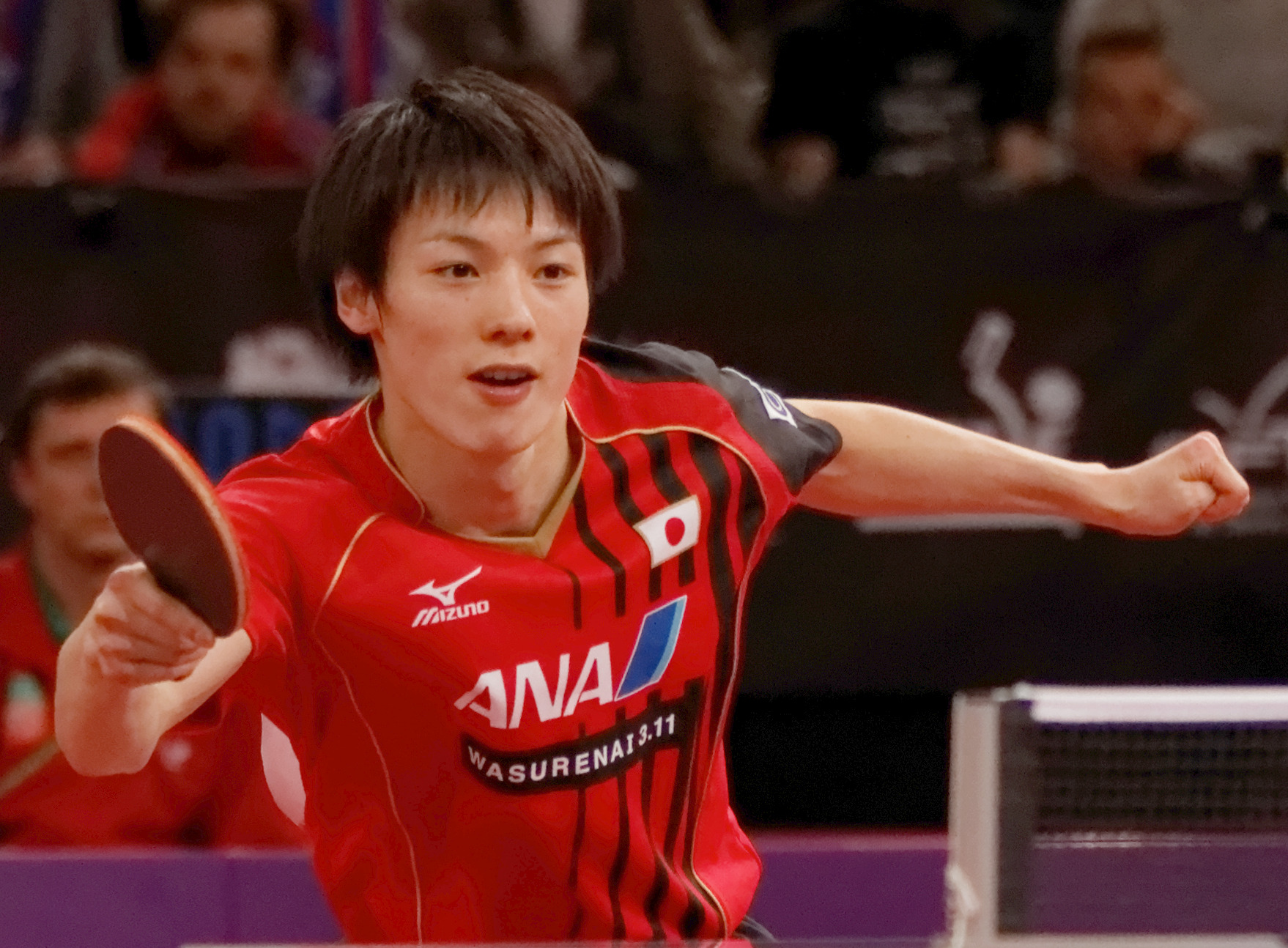
第52回世界卓球選手権個人戦での対ブラディミル・サムソノフ戦

2015年12月20日、2016年の世界選手権クアラルンプール大会の日本代表選考会で優勝し、男子代表に内定した。
2016年時点で邱建新がコーチをしている。11月、ITTFワールドツアーオーストリアオープンでブラジルのウーゴ・カルデラノを破りシングルスで勝利しツアー大会初優勝、12月25日、2017年の世界選手権デュッセルドルフ大会の日本代表選考会で2015年に続いて2年連続で優勝し、男子代表に内定した。
2017年5月30日、木下グループと契約を発表。
2017年11月、世界ランキングが自身最高の9位となった。
2018年8月に開催されたITTFブルガリアオープンにて、ドミトリ・オフチャロフらを倒し勝ち上がってきた鄭培峰(当時世界ランクなし)を準々決勝でフルゲームの末破ると、準決勝では優勝候補であった張本智和を４－２で破り、決勝では許昕に敗戦したものの、同大会3度目2回連続の準優勝となった。
2019年のTリーグ2ndシーズンから、以前個人コーチを務めていた坂本竜介が監督のT.T彩たまに移籍した。
同年12月、「国際大会から引退し、Tリーグをはじめとした国内の大会に専念する」と自身のInstagramで発表した。
2020年3月16日、タレントでフリーキャスターの玉木碧と結婚。
2022年3月をもってButterflyとの契約を解除し、4月からTIBHARと契約を結んだ。
Tリーグ・2023-24シーズンからは地元石川県の金沢ポートに移籍した。

## プレースタイルなど
男子では珍しいしゃがみこみサービスと、巧みな球捌きが持ち味。前陣でのプレーが主体で、レシーブ、台上処理、ブロック技術に優れ、カウンターを武器としている。中でもブロック技術が秀でており、ブロッキングを主体としてゲームを展開していける選手の一人である。
最近は、しゃがみこみサーブの使用頻度が減ってきている。その理由として、身長が伸びたためしゃがみこみサーブが短く出せなくなった事などが挙げられる。
また、ボールがセルロイドからプラスチックへと変更になった影響で思うように勝てなくなったが、持ち味であるストップやフリックを始めとした台上技術を向上させ、近年復調している。

## 戦績
2003年
- 全日本卓球選手権大会 カデットの部 男子ダブルス優勝（松平賢二ペア）

2004年
- ワールドカデットチャレンジ 男子シングルス 優勝

2005年
- ワールドカデットチャレンジ 男子シングルス優勝
- 全国中学校卓球大会 男子シングルス 優勝
- 全日本卓球選手権大会 カデットの部 14歳以下男子シングルス 優勝

2006年
- 第4回世界ジュニア卓球選手権大会 男子シングルス 優勝
- 大林カップ第12回ジャパントップ12卓球大会 男子シングルス ベスト4
- 第4回世界ジュニア卓球選手権大会 男子団体 準優勝
- 第37回全国中学校卓球大会 男子シングルス ベスト4・男子団体 優勝

2007年
- 平成18年度全日本卓球選手権大会 ジュニア男子ベスト8
- 全国高等学校卓球選手権大会 男子シングルス 準優勝
- 第49回世界卓球選手権個人戦(クロアチア・ザグレブ大会)：男子シングルス 2回戦進出 男子ダブルス 出場 混合ダブルス 2回戦進出
- ITTFプロツアーチリオープンアンダー21 男子シングルス 優勝
- 第18回アジア卓球選手権 男子団体 準優勝[14]

2008年　
- 全国高等学校卓球選手権大会 男子シングルス・団体優勝
- 第6回世界ジュニア卓球選手権大会  男子団体 3位／男子ダブルス 3位／混合ダブル ス3位
- ITTFプロツアーERKEオーストリアオープン 男子団体 準優勝

2009年　
- 平成20年度全日本卓球選手権大会  男子シングルス 準優勝
- 第50回世界卓球選手権横浜大会：シングルス ベスト16
- 全国高等学校卓球選手権大会 男子シングルス・ダブルス・団体 優勝
- 新潟国体（青森県より出場） 少年男子 優勝
- ITTFプロツアー韓国オープン 男子ダブルス ベスト8
- 第50回世界卓球選手権個人戦（横浜大会） 男子シングルス 4回戦
- 男子ダブルス 予選ラウンド通過 1回戦進出・混合ダブルス 2回戦進出
- 第19回アジア選手権大会男子団体 2位・男子シングルス 準々決勝・男子ダブルス 準決勝・混合ダブルス 準々決勝

2010年
- 平成21年度全日本卓球選手権大会 混合ダブルス 優勝（石川佳純ペア）
- 第50回世界卓球選手権団体戦（モスクワ大会） 3位
- ITTFプロツアージャパンオープン（荻村杯） 男子ダブルス 優勝（丹羽孝希とのペア）
- ITTFプロツアー ハンガリーオープン 男子ダブルス 優勝（丹羽孝希とのペア）
- 第16回アジア競技大会（広州）アジア競技大会：団体３位、男子ダブルス 3位（丹羽孝希ペア）、混合ダブルス 3位（石川佳純ペア）

2011年
- 平成22年度全日本卓球選手権大会 男子ダブルス 優勝（丹羽孝希ペア）、混合ダブルス 準優勝（石川佳純ペア）

2012年
- 第20回アジア卓球選手権 男子団体 準優勝[15]
- ITTFワールドツアーポーランドオープン 男子ダブルス 優勝（丹羽孝希ペア）

2013年
- 平成24年度全日本卓球選手権大会 男子シングルス 3位・男子ダブルス 優勝（丹羽孝希ペア）
- 第18回ジャパントップ12卓球大会 男子シングルス 優勝
- 第21回アジア卓球選手権 男子シングルス 3位、男子ダブルス 3位（丹羽孝希ペア）、男子団体 準優勝[16]
- 第52回世界卓球選手権個人戦（パリ大会） 男子シングルス ベスト8
- 第6回東アジア競技大会卓球競技 男子団体 3位、男子ダブルス 3位（丹羽孝希ペア）

2014年
- 平成25年度全日本卓球選手権大会 男子ダブルス 3位（丹羽孝希ペア）
- 第19回ジャパントップ12卓球大会 男子シングルス 準優勝
- 第52回世界卓球選手権団体戦(東京大会) 男子団体 3位
- 第17回アジア競技大会（仁川） 男子団体 3位、男子ダブルス 3位（丹羽孝希ペア）

2015年
- 第53回世界卓球選手権個人戦(蘇州大会) 男子ダブルス 3位（丹羽孝希ペア）

2016年
- 第25回ビッグトーナメント（佐賀大会）男子シングルス 優勝
- 第19回ジャパントップ12卓球大会 男子シングルス 準優勝
- 第53回世界卓球選手権団体戦（クアラルンプール大会）男子団体 準優勝
- ITTFワールドツアーオーストリアオープン 男子シングルス 優勝

2017年
- 第23回アジア卓球選手権 男子団体 3位
- 第54回世界卓球選手権個人戦（ドイツ大会）男子シングルス 1回戦敗退
- ITTFワールドツアーブルガリアオープン 男子シングルス 準優勝

2018年
- ITTFワールドツアーブルガリアオープン 男子シングルス 準優勝

2022年
- 全日本卓球選手権大会 男子シングルス 準優勝

## テレビ番組
- やじうまテレビ! マルごと生活情報局（2011年2月10日、テレビ朝日）[17]
- VS嵐（2012年11月29日、フジテレビ）[18]
- アスリートの魂 自分を貫く 卓球 松平健太（2013年9月9日、BS1 9月12日、NHK）[19]
- ジョブチューン アノ職業のヒミツぶっちゃけます!（2014年１月11日、TBS）- 兄:松平賢二と共に出演[20]
- 世界、頂！（イタダキ）ニッポン代表応援TV（2014年4月3日、J SPORTS3）[21]
- スクール革命!（2014年2月9日、日本テレビ）[22]
- みらいのつくりかた【卓球日本代表・松平健太】（2015年4月30日、テレビ東京）[23]
- 中居正広の6番勝負（2015年12月19日、日本テレビ）[24]
- ぼくらはマンガで強くなった 2.74メートルの大宇宙“ピンポン”（2017年1月13日、NHK BS1）[25]
- 炎の体育会TV 注目の男子卓球選手4人（2020年12月10日、TBS）[26]
- 卓球ジャパン！ 松平兄弟が共演！（2021年11月6日、BSテレ東）[27]